# Semiothisa devexata
Semiothisa devexata là một loài bướm đêm trong họ Geometridae.